# Siedlec (gromada w powiecie częstochowskim)
Siedlec – dawna gromada, czyli najmniejsza jednostka podziału terytorialnego Polskiej Rzeczypospolitej Ludowej w latach 1954–1972.
Gromady, z gromadzkimi radami narodowymi (GRN) jako organami władzy najniższego stopnia na wsi, funkcjonowały od reformy reorganizującej administrację wiejską przeprowadzonej jesienią 1954 do momentu ich zniesienia z dniem 1 stycznia 1973, tym samym wypierając organizację gminną w latach 1954–1972.
Gromadę Siedlec z siedzibą GRN w Siedlcu utworzono – jako jedną z 8759 gromad na obszarze Polski – w powiecie częstochowskim w woj. stalinogrodzkim, na mocy uchwały nr 17/54 WRN w Stalinogrodzie z dnia 5 października 1954. W skład jednostki weszły obszary dotychczasowych gromad Siedlec i Suliszowice ze zniesionej gminy Zrębice w tymże powiecie, a także uroczysko Suliszowice (obejmujące oddziały nr nr 68–95), uroczysko Czatachowa (obejmujące oddziały nr nr 96–106 i 137–144) oraz miejscowości Siedlec, Cisowe i Bogdaniec (z oddziałami nr nr 119–122 i 124–130) z Nadleśnictwa Złoty Potok. Dla gromady ustalono 9 członków gromadzkiej rady narodowej.
20 grudnia 1956 województwo stalinogrodzkie przemianowano (z powrotem) na katowickie.
1 stycznia 1958 z gromady Siedlec wyłączono wieś Suliszowice z koloniami Podlesie, Skrzypie i Zastudnie oraz terenami oddziałów nr 93–95 lasów państwowych Nadleśnictwa Złoty Potok, włączając je do gromady Zawada w powiecie myszkowskim w tymże województwie, po czym gromadę Siedlec zniesiono, a jej (pozostały) obszar włączono do gromady Janów w powiecie częstochowskim.